# Velika nagrada Eve Duarte Perón 1947
Velika nagrada Eve Duarte Perón 1947 je bila druga dirka za Veliko nagrado v sezoni 1947. Odvijala se je 16. februarja 1947 na dirkališču Retiro.

## Dirka
| Poz | Dirkač           | Moštvo                | Dirkalnik        | Krogi | Čas/Odstop |
| --- | ---------------- | --------------------- | ---------------- | ----- | ---------- |
| 1   | Luigi Villoresi  | Scuderia Ambrosiana   | Maserati 4CL     | 50    | 1:05:09.5  |
| 2   | Pablo Pessatti   | Privatnik             | Alfa Romeo 8C-35 | 50    | + 18.0s    |
| 3   | Giacomo Palmieri | Scuderia Milano       | Maserati 6CM     | 50    | + 1:02.0   |
| 4   | Italo Bizio      | Privatnik             | Alfa Romeo 2900A | 48    | +2 kroga   |
| 5   | Chico Landi      | Privatnik             | Alfa Romeo 308   | 47    | +3 krogi   |
| 6   | Raph             | Ecurie Naphtra Course | Maserati 6C      | 46    | +4 krogi   |
| 7   | Juan Gálvez      | Privatnik             | Alfa Romeo 8C-35 | 46    | +4 krogi   |
| Ods | Achille Varzi    | Ecurie Naphtra Course | Alfa Romeo 308   | 29    | Ventil     |
| Ods | Oscar Gálvez     | YPF Cerveza Quilmes   | Alfa Romeo 308   | 16    | Vzmetenje  |
| Ods | Carlo Pintacuda  | Scuderia Milano       | Maserati 6CM     | 9     |            |
| Ods | Enrico Platé     | Scuderia Milano       | Maserati 4CL     | 3     |            |